# Saïdia
Saïdia  (Berbers): ⴰⵊⵔⵓⴷ (Ajroud), (Arabisch: السعيدية) (bijnaam: de blauwe parel van Marokko) is een Marokkaanse toeristenplaats aan de Middellandse Zee. De plaats is gelegen in de regio Oriental en de provincie Berkane, in het uiterste noordoosten van Marokko, tegen de grens van Algerije. De plaats telt 8.720 inwoners (2014), maar tijdens het toeristische seizoen kan de populatie vele malen hoger zijn.

## Geschiedenis
De geschiedenis van Saïdia is vrij jong vergeleken met de rest van Marokko. In 1881 veroverde sultan Hassan I Saïdia en bouwde er een citadel, bedoeld om de in en -uitvoer naar Algerije te controleren. In 1913 werd het veroverd door de Fransen. Na de Marokkaanse onafhankelijkheid bleef Saïdia deze functie behouden. Onder de vader van de huidige koning werd het dorp ontwikkeld als badplaats.

## Geografie en klimaat

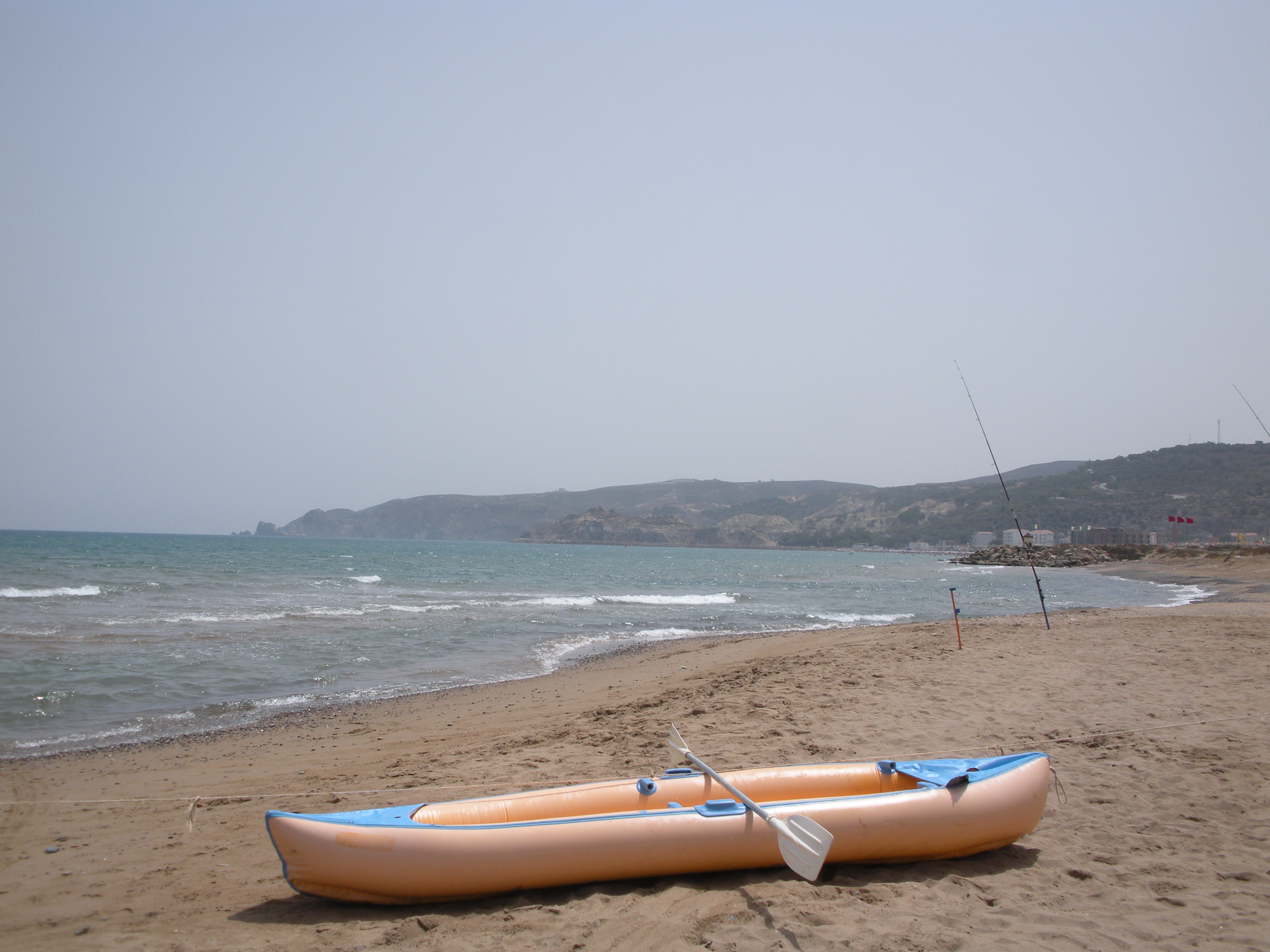
Zicht op Algerije vanaf de strand van Saidia

Saïdia ligt in een bekken met aan het westen het rifgebergte en in het zuiden het Midden-Atlas gebergte en ligt 50 kilometer af van het economische centrum en provinciale hoofdstad van Oost-Marokko; Oujda. Aan de andere kant van de Algerijnse grens ligt de plaats Marsa Ben M'Hidi.
In Saïdia heerst er een mediterraan klimaat (Csa-klimaat), de zomers zijn daardoor warm en de winters mild. Saïdia ligt in een groter gebied dat ernstig bedreigd wordt door verwoestijning.

## Toerisme
De plaats heeft een 12 kilometer lange strand dat onderdeel is van een 22 kilometer lange kuststrook bestaande uit fijn zand. Samen met het warme weer en lage luchtvochtigheid zorgt het ervoor dat de stad een van de belangrijkste badplaatsen van Marokko is. De Marokkaanse koning Mohammed VI staat erom bekend veelvuldig zijn vakantie in de badplaats door te brengen.
Er worden meerdere toeristische bouwprojecten uitgevoerd in de gemeente van Saïdia. Een van deze projecten is een door de Spaanse vastgoedontwikkelaar Martinsa-Fadesa (voorheen Fadesa Inmobiliaria) uitgevoerd project van 750 hectare, met tien hotels, honderden villa's, golfbanen en een jachthaven.
Ook is de stad heel populair onder jongeren. In de zomer trekken veel jongeren naar deze stad toe om gebruik te maken van de vele uitgaansmogelijkheden.